# Horusweg
De Horusweg was een handelsweg in het oude Egypte.
Ten tijde van het vroeg-dynastieke tijd tot het Middenrijk liep de Horusweg van de noordoostelijke Nijldelta naar de Sinaï langs het traject:
- Minshat Abu Omar (Pelusium)
- Tell el-Ginn
- El Beda
- Sinaï

Later werd de weg doorgetrokken naar de stad Gaza.
In het Nieuwe Rijk vanaf de 18e dynastie van Egypte onder Toetmosis III werd Tjaroe het nieuwe vertrekpunt van de weg.
- Tjaroe
- Pi-Ramesse
- Gaza

Onder Ramses II werd Pi-Ramesse het vertrekpunt. Onder Merenptah liep hij over het gebied van het fort van Merenptah in Tjekoe langs het traject:
- Pi-Ramesse
- Fort van Merenptah in Tjekoe
- Tjaroe
- Migdol van Ramses III
- Rafah
- Gaza